# Olios mygalinus
Olios mygalinus là một loài nhện trong họ Sparassidae.
Loài này thuộc chi Olios. Olios mygalinus được Carl Ludwig Doleschall miêu tả năm 1857.